# 海津市立高須小学校
海津市立高須小学校 （かいづしりつ たかすしょうがっこう）は、かつて岐阜県海津市海津町にあった公立小学校。
少子化のため、2024年度に旧・海津町の5つの小学校（高須小、吉里小、東江小、大江小、西江小）を統合。海津市立海津小学校の新設により廃校。

## 沿革
- 1873年（明治6年）3月15日 - 高須町に日新義校が開校する。校舎は高須藩藩校の日新堂を使用。
- 1874年（明治7年） - 第三十一番中学区内五三番小学校（日新小学校）に改称する。
- 1876年（明治9年） - 伊勢暴動の暴徒が岐阜県多芸郡、石津郡に乱入。襲撃により校舎が全焼する。
- 1883年（明治16年） - 日新小学校が分教場[注釈 1]を設置。分教場内に裁縫科を設置。
- 1885年（明治18年） - 日新小学校、嚶々小学校、進明小学校が合併。日新小学校となる[注釈 2]
- 1886年（明治19年）
  - 2月 - 日新小学校が日新小学校、嚶々小学校、進明小学校に分立。
  - 5月 - 日新小学校の分教場が廃止。裁縫科は本校へ移転。
  - 10月 - 日新小学校が日新簡易科・尋常・高等小学校に改称する。
- 1887年（明治20年） - 嚶々小学校と進明小学校が合併し、嚶鳴小学校に改称する。
- 1894年（明治27年） - 嚶鳴小学校が分立し、内記尋常小学校と稲山尋常小学校となる[注釈 3]
- 1897年（明治30年）
  - 4月1日 - 高須町、高須村、萱野村、札野村、内記村、馬目村、福岡村、日下丸村、西小島村、東小島村 が合併し、高須町が発足。
  - 4月1日 - 稲山村、安田村、安田新田、本阿弥新田、帆引新田、沼新田、深浜村、万寿新田（一部）が合併し、西江村が発足。
  - 4月 - 日新簡易科・尋常・高等小学校が日新尋常高等小学校に改称する。
  - 12月 - 日新尋常高等小学校が高須尋常高等小学校に改称する。
- 1911年（明治44年） - 内記尋常小学校が高須尋常高等小学校に統合され、内記分教場となる。
- 1916年（大正5年） - 裁縫補習学校を付設する。
- 1921年（大正10年） - 校舎の一部が海津郡立海津高等女学校の仮校舎となる（1922年まで）。
- 1941年（昭和16年）4月1日 - 高須国民学校に改称する。
- 1947年（昭和22年）4月1日 - 高須町立高須小学校に改称する。
- 1955年（昭和30年）1月15日 - 高須町、西江村、大江村、吉里村、東江村が合併し、海津町が発足。同時に海津町立高須小学校に改称する。稲山地区の一部が海津町立西江小学校校区に移動する。
- 1955年（昭和30年）2月1日 - 今尾町の一部（平原地区）が海津町に編入される。今尾町立今尾小学校平原分校が海津町立高須小学校平原分校となる。
- 1962年（昭和37年） - 鉄筋コンクリート造新校舎が完成。
- 1963年（昭和38年）4月 - 日新中学校と校舎を入れ替える。
- 1967年（昭和42年）3月 - 内記分校を廃止。
- 1968年（昭和43年）4月 - 平原分校を廃止。
- 1973年（昭和48年） - 鉄筋コンクリート造校舎（現・南舎）が完成。
- 1978年（昭和53年） - 校舎（特別教室棟）が完成。
- 1986年（昭和61年） - 屋内運動場が完成。
- 1998年（平成10年） - 校舎（北舎）が完成。旧校舎（1963年完成）を解体。
- 2005年（平成17年）3月28日 - 海津町、平田町、南濃町と合併して海津市が発足。同時に海津市立高須小学校に改称する。
- 2023年（令和5年） - 北舎を増築。特別教室棟を解体。
- 2024年（令和6年）
  - 2月16日 - 閉校式を行う。
  - 3月31日 - 廃校。
  - 4月 - 旧校地に海津市立海津小学校が設立[2]。

## 通学区域[3]
全て海津町の地域。
- 福岡
- 高須
- 西小島
- 東小島
- 萱野
- 稲山（柳港）
- 内記
- 深浜
- 五町
- 札野（札野一色を除く)
- 馬目
- 平原（平原内野を除く）
- 高須町

## 進学先中学校
- 日新中学校